# John Eliot (1er comte de St Germans)
Pour les articles homonymes, voir John Eliot.
John Eliot, 1er comte de Saint-Germain, né à Port Eliot le 30 septembre 1761 et mort le 17 novembre 1823, connu sous le nom de Lord Eliot de 1804 à 1815, est un homme politique britannique. 

## Biographie
Il est né à Port Eliot, Cornouailles, troisième fils d’Edward Craggs-Eliot (1er baron Eliot) et de sa femme Catherine Elliston. Il fait ses études au Pembroke College, à Cambridge, et obtient une maîtrise en 1784. Il sert de 1784 à 1804 en tant que député conservateur à Liskeard, en Cornouailles. Le 17 février 1804, il succède à son père comme deuxième baron Eliot. En 1808, il devient colonel de la milice de l'est de Cornouailles et, en 1810, lieutenant-colonel commandant. 
Le 28 novembre 1815, il est créé comte de Saint-Germans, en Cornouailles, avec un reliquat spécial pour son frère William Eliot et ses héritiers mâles. Le 16 février 1816, il siège à la Chambre des lords.

## Famille
John Eliot se marie deux fois mais sans descendance : 
1. Le 9 septembre 1790 à St James Church, Westminster, à Caroline Yorke (29 août 1765 - 26 juillet 1818), fille de Charles Yorke, Lord grand chancelier.
2. Le 19 août 1819 à Harriet Pole-Carew (9 février 1790 - 4 mars 1877).

Il meurt le 17 novembre 1823 à Port Eliot et est enterré le 27 novembre à l'église de St Germans. Son frère William Eliot (2e comte de St Germans) lui succède.